# Борис Змейковський
Борис Змейковський (мак. Борис Змејковски, 16 липня 1956) — македонський політик і державний чиновник, колишній член македонського парламенту з 1990 року.

## Біографія
Змейковський народився у Горно-Лисиче, Скоп'є в 1956 році. У молодості брав участь у першому «Іліденському марші» з конями, що відбувся в 1978 році, на маршруті з Горного Лисиця до Мечкіна Каменя поблизу Крушево. 
Поки він був директором спортивного залу імені Бориса Трайковського, Змейковський придбав фабрику з виробництва шліфувальних каменів "Иднина" у Кратово за 800 000 євро, після чого її перейменовано на "Иднина Змеј". У 2010 році відновлено виробництво цього заводу, після чого він продовжував працювати в селі Туралево в Кратово, а потім у селі Ранковеце. 

## Політична кар'єра
Змейковський був одним із засновників та першим генеральним секретарем партії ВМРО-ДПМНЕ . Незадовго до виборів 1998 року він зіткнувся з Достою Димовською, після чого він продовжував діяти як фракція всередині партії. Однак після виборів покинув ВМРО-ДПМНЕ і заснував нову партію - ВМРО-ВМРО (Вистинска), відома тим, що брала участь у невдалій заяві про недовіру уряду Любчо Георгієвського у 2000 році . У 2001 році ВМРО-Вистинска увійшла до широкої коаліції, але незабаром між Змейковським та тодішнім лідером партії Борисом Стойменовим виникла сутичка, після чого партія покинула коаліційний уряд і продовжувала самостійну діяльність до 2006 року . Того ж року ВМРО-Вистинска об'єднано у ВМРО-ДПМНЕ, після чого Змейковський призначений директором спортивного комплексу імені Бориса Трайковського, пропрацював на цій посаді до 2010 року . 